# Einar Lundell
Carl Arvid Einar „Knatten” Lundell (Stockholm, 1894. január 9. – Stockholm, 1976. március 29.) Európa-bajnok svéd jégkorongozó, olimpikon, bandyjátékos.
Először olimpián az 1920-as nyárin vett részt a svéd jégkorongcsapatban. Első mérkőzésükön, ami a negyeddöntő volt, a belga csapatot verték 8–0-ra. Az elődöntőben a franciákat verték 4–0-ra. A döntőben kikaptak a kanadaiaktól 12–1-re. A lebonyolítás érdekessége, hogy ezután nem kapták meg az ezüstérmet, hanem még játszaniuk kellett érte. Így az ezüstmérkőzésen az amerikaiaktól 7–0-ra kikaptak. Ezután már a bronzéremért kellett játszaniuk egy mérkőzést, amin a svájci csapatot verték 4–0-ra. A bronzmérkőzésen viszont kikaptak a csehszlovákoktól, és így a 4. helyen zártak.
1921-ben és 1923-ban Európa-bajnok lett a svéd csapattal. Svéd bajnok jégkorongozó (1922, 1923, 1924, 1927, 1928, 1929, 1930). Svéd bajnok bandyjátékos (1925, 1927, 1928, 1929).